# 沃尔佩多
沃尔佩多（義大利語：Volpedo），是意大利亚历山德里亚省的一个市镇。总面积10.58平方公里，人口1250人，人口密度118.1人/平方公里（2009年）。ISTAT代码为006188。
画家朱塞佩-佩利萨-达-沃尔佩多出生在这个村庄。